# Шишешти (Мехединци)
Шишешти (рум. Șișești) је село у жупанији Мехединци у Румунији и седиште истоимене општине.

## Демографија
Према попису из 2011. године у Шишештију је живело 854 становника што је за 84 (8,96%) мање у односу на 2002. када је на попису било 938 становника.
| Етнички састав према попису из 2002.‍ | Етнички састав према попису из 2002.‍ | Етнички састав према попису из 2002.‍ | Етнички састав према попису из 2002.‍ | Етнички састав према попису из 2002.‍ |
| ------------------------------------ | ------------------------------------ | ------------------------------------ | ------------------------------------ | ------------------------------------ |
|                                      |                                      |                                      |                                      |                                      |
| Румуни                               | Румуни                               |                                      | 938                                  | 100%                                 |

## Галерија
- Улаз у село
- Црква у селу
- Натпис на цркви